# Stazione di Nuoro
Stazione di Nuoro vasútállomás Olaszországban, Szardínia régióban, Nuoro településen.

## Vasútvonalak
Az állomást az alábbi vasútvonalak érintik:
- Macomer-Nuoro-vasútvonal

## Kapcsolódó állomások
A vasútállomáshoz az alábbi állomások vannak a legközelebb: 
- Prato Sardo railway station
- Nuoro old railway station